# Denemarken op het Eurovisiesongfestival 1957
Denemarken nam deel aan het Eurovisiesongfestival 1957, gehouden in Frankfurt am Main, Duitsland. Het was de eerste deelname van het land.

## Selectieprocedure
Birthe Wilke en Gustav Winckler waren intern geselecteerd en het lied werd gekozen middels een nationale finale, de Dansk Melodi Grand Prix, gehouden op 17 februari 1957. Het winnende lied werd gekozen via een jury. Alleen de eerste en tweede plaats werden bekendgemaakt.
| Nr. | Artiest                         | Deense titel              | Engelse titel                         | Tekst & muziek                         | Plaats |
| --- | ------------------------------- | ------------------------- | ------------------------------------- | -------------------------------------- | ------ |
| 1   | Birthe Wilke                    | Chanson Ordinaire         | Ordinary Song                         | Otto Francker                          |        |
| 2   | Gustav Winckler                 | Fata Morgana              | Mirage                                | Sophus Brandeholt, Poul Christoffersen |        |
| 3   | Birthe Wilke                    | Hele Verden Venter På Vår | The Whole World Is Waiting For Spring | Eric Christiansen, Anni Weimar         |        |
| 4   | Birthe Wilke en Gustav Winckler | Kærlighedens Cocktail     | The Cocktail of Love                  | Otto Ligton, Carl Andersen             | 2e     |
| 5   | Gustav Winckler                 | Længslernes Veje          | The Roads of Longing                  | Eric Christiansen, Carl Andersen       |        |
| 6   | Birthe Wilke en Gustav Winckler | Skibet skal sejle i nat   |                                       | Erik Fiehn, Poul Sørensen              | 1e     |

België · Denemarken · Duitsland · Frankrijk · Italië · Luxemburg · Nederland · Oostenrijk · Verenigd Koninkrijk · Zwitserland
1957 · 1958 · 1959 · 1960 · 1961 · 1962 · 1963 · 1964 · 1965 · 1966 · 1967-1977 · 1978 · 1979 · 1980 · 1981 · 1982 · 1983 · 1984 · 1985 · 1986 · 1987 · 1988 · 1989 · 1990 · 1991 · 1992 · 1993 · 1994 · 1995 · 1996 · 1997 · 1998 · 1999 · 2000 · 2001 · 2002 · 2003 · 2004 · 2005 · 2006 · 2007 · 2008 · 2009 · 2010 · 2011 · 2012 · 2013 · 2014 · 2015 · 2016 · 2017 · 2018 · 2019 · 2020 · 2021 · 2022 · 2023 · 2024 · 2025